# Billet de 1 000 roupies Mahatma Gandhi

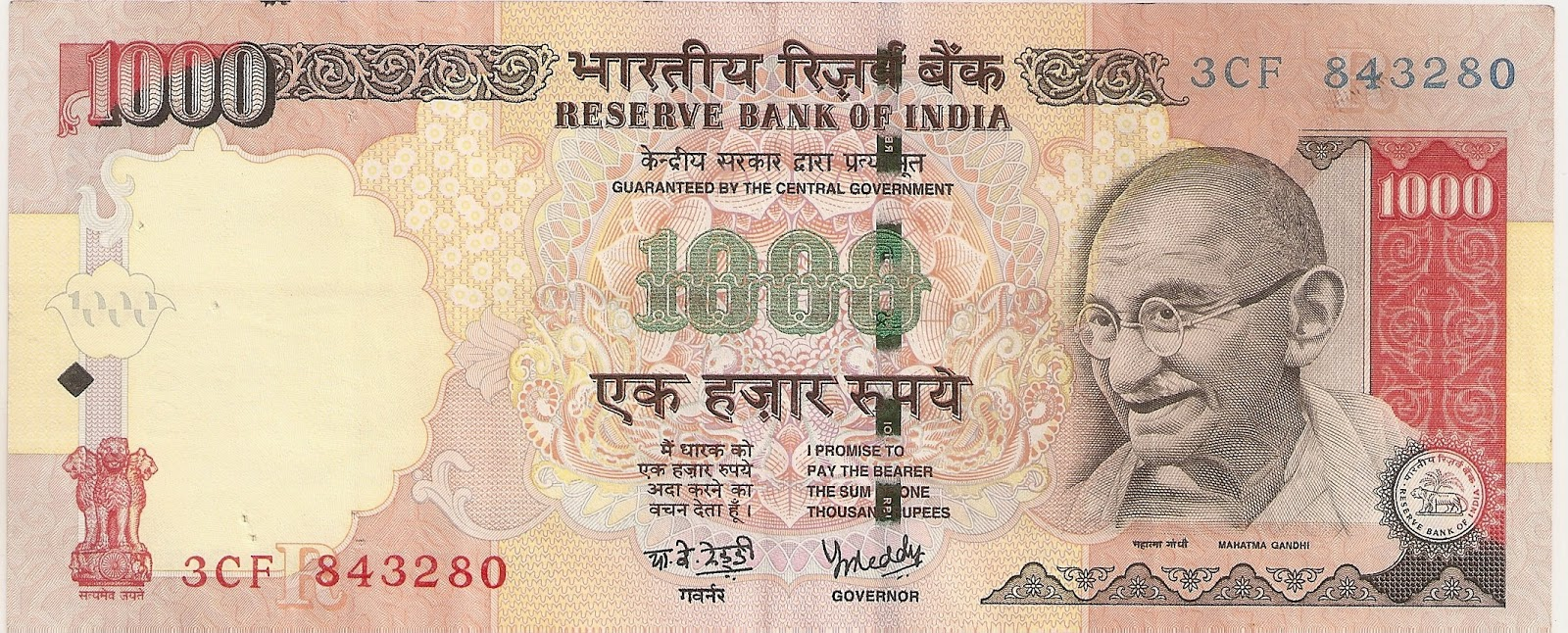
Billet de 1000 roupies démonétisé.

Le billet de 1 000 roupies de la série Mahatma Gandhi est un ancien billet de banque indien. Il est démonétisé le 9 novembre 2016.